# Phytobia millarae
Phytobia millarae är en tvåvingeart som beskrevs av Spencer 1977. Phytobia millarae ingår i släktet Phytobia och familjen minerarflugor. Inga underarter finns listade i Catalogue of Life.